# Heinrich Ehrlich
Alfred Heinrich Ehrlich, född den 5 oktober 1822 i Wien, död den 30 december 1899 i Berlin, var en tysk skriftställare och musiker.
Ehrlich, som var elev av Henselt och Thalberg, blev 1852 hovpianist hos kungen av Hannover och var från 1864 pianolärare vid Sternska konservatoriet i Berlin samt verksam även som musikkritiker. Han fick professors titel 1875.
Ehrlich skrev i bokform bland annat Schlaglichter und Schlagschatten aus der Musikwelt (1872), Wie übt man Klavier? (1879; 2:a upplagan 1884), Die Musik-Aesthetik in ihrer Entwickelung von Kant bis auf die Gegenwart (1881), Aus allen Tonarten (1888), Dreissig Jahre Künstlerleben (1893), Modernes Musikleben (1895) och några romaner.

## Fotnoter
1. 1 2  International Music Score Library Project, IMSLP-ID: Category:Ehrlich,_Heinrich, läst: 9 oktober 2017.[källa från Wikidata]
2. ↑  Gemeinsame Normdatei, läst: 11 december 2014.[källa från Wikidata]
3. ↑  Gemeinsame Normdatei, läst: 30 december 2014.[källa från Wikidata]
4. ↑  Musicalics, Musicalics kompositörs-ID: 89037, läst: 5 april 2022.[källa från Wikidata]